# Vw.os
Das vw.os (Abkürzung von englisch Volkswagen operating system) ist ein in Entwicklung befindliches Betriebssystem (eigentlich eine Software-Plattform) der Volkswagen AG für die Auto-Elektronik auf Basis von Linux. Es soll in Fahrzeugen aller Marken des VW-Konzerns eingesetzt werden, vergleichbar mit dem Betriebssystem Android, das auf Smartphones verschiedener Hersteller läuft. Bisher haben die Fahrzeug-Marken ihre eigene Software entwickelt oder von Zulieferern entwickeln lassen. Die angestrebte Plattform soll dazu im Vergleich Kosten sparen, neue Funktionalitäten (z. B. Softwareaktualisierung per Funk) ermöglichen und höhere Rechenleistungen für die Fahrzeugautomation bereitstellen.

## Übersicht

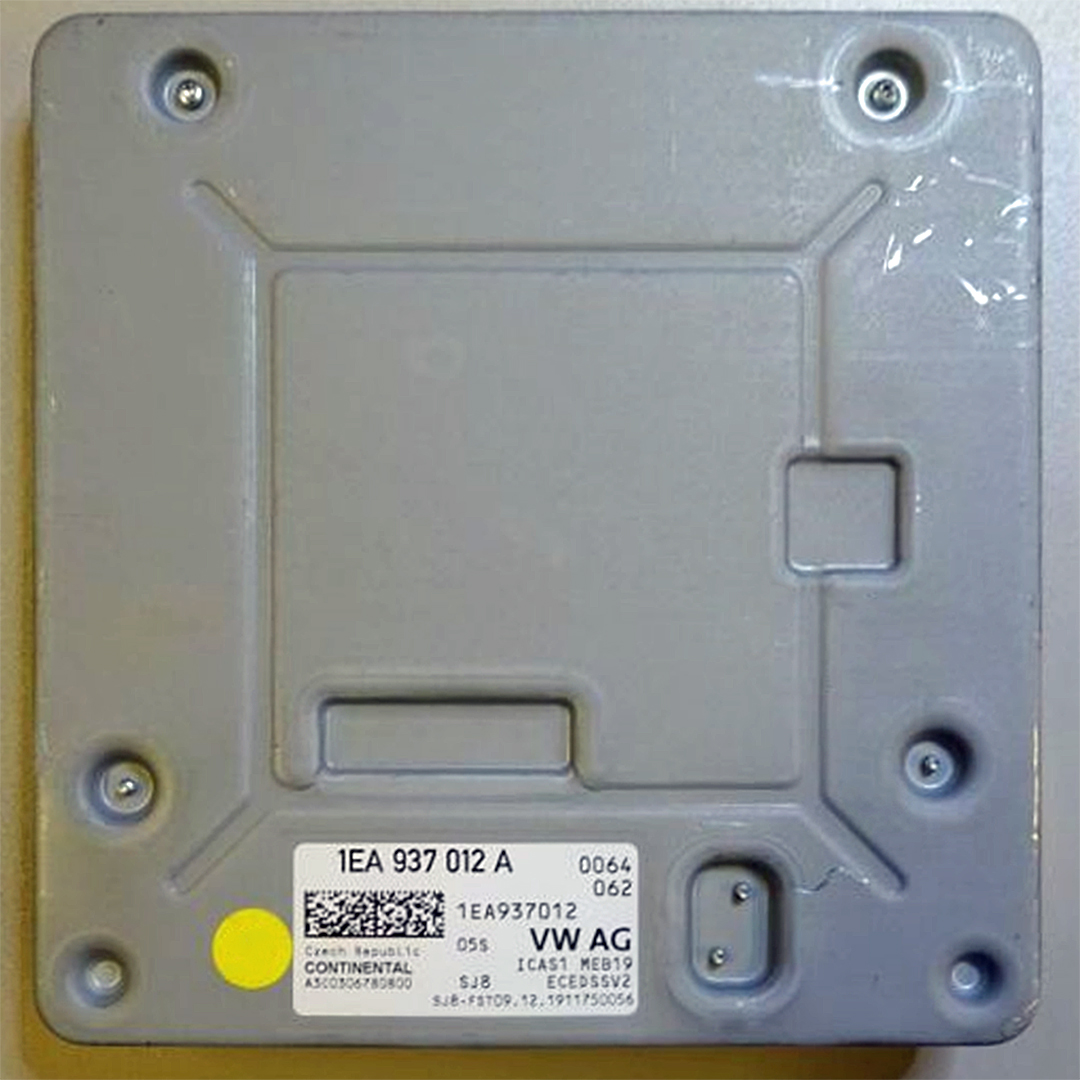
InCar Application Server aus dem modularen E-Antriebs-Baukasten von VW, 2023

Grob-Struktur des Linux-Kernels, 2009

### Hardware-Konzept
Die vw.os-Architektur basiert auf wenigen Zentralrechnern (Servern) mit einheitlicher Programmiersprache. Damit werden verteilte Steuergeräte (engl. Electronic Control Unit, ECU), von denen bis zu 120 in einem Fahrzeug stecken (Stand 2019), mit ihrer vom jeweiligen Hersteller gelieferten proprietären Software ersetzt. Diese vielen ECUs, die zurzeit die Fahrzeugfunktionen steuern, benötigen immer mehr Platz und Strom, produzieren im bisherigen Bussystem eines Autos ein hohes Datenaufkommen und verursachen in Summe einen hohen Verwaltungs- und Service-Aufwand beim Hersteller. Die vw.os-Lösung dieser Problematik liegt in der Trennung der Steuergerätskomponenten. Die Sensoren und Aktoren der ECUs werden von ihren Kommunikation- und Funktionslogik-Komponenten getrennt, die in Anwendungsserver (engl. Application Server) ausgelagert werden, wo sie als virtuelle ECUs abgebildet sind. Das erhöht die Flexibilität, spart Platz und Energie und ermöglicht vorhandene Standardsoftware für die Server einzusetzen. Damit geht unter anderem eine deutliche Steigerung der Rechenleistung einher, was nötig ist, um das automatisierte Fahren (Level 3 und 4) zu ermöglichen. Diese vw.os-Struktur nennt VW „End-to-End-Elektronik-Architektur“, kurz „E3“, sie ist in weiten Teilen für den Modularen E-Antriebs-Baukasten (MEB) realisiert.
Bei MEB-Plattform-Fahrzeugen wie dem ID.3 kommen „InCar Application Server“ (ICAS) zum Einsatz, auf denen Software in virtuellen Maschinen auf einem Hypervisor läuft. ICAS1, von Continental entwickelt, stellt Gateway-Funktionen zur Verfügung, führt die Karosseriesteuergeräte aus, koordiniert die Over-the-Air-Updates und kontrolliert das Lademanagement der Fahrbatterie. Auf ICAS3, von LG Electronics, läuft das Infotainment (Navigationssystem, Radio, Multimedia-Anwendungen). Eine Reihe weiterer Steuergeräte gibt es noch nach altem Muster, wie etwa für den Elektroantrieb, die Distanzregelung, das Head-up-Display und andere.
Bei Fahrzeugen mit der PPE-Plattform sollen dagegen 5 Rechner zum Einsatz kommen.

### Software-Konzept
In Weiterentwicklungen soll die softwaretechnische Trennung in Fahrzeuge von Volkswagen, Audi und Porsche aufgehoben werden, so dass neue Mobilitätsdienste und Assistenzsysteme gemeinsam etabliert werden können.
Damit ist letztlich das vw.os als plattformübergreifende Lösung geplant, die alle Softwarefunktionen bereitstellen soll. Weitere Optionen sind zukünftig die Ergänzung genereller Funktionen wie Anbindung an die Volkswagen Automotive Cloud, neue Fahrerassistenzsysteme (z. B. Parkplatzsuche) und besondere Funktionen für Marken wie Audi und Porsche, mit denen sie sich differenzieren können.
Als Basis für den Quelltext werden Komponenten wie Kernel, Gerätetreiber und virtuelle Maschinen von Android aus dem Android Open Source Project genommen und an die eigenen Bedürfnisse angepasst. Der Kernel von vw.os ist damit ein Linux-Kernel. Wenn die Software-Komponenten der Automobilelektronik aller Konzerntöchter zueinander kompatibel werden und Daten austauschen können, erreicht VW bei der Software dasselbe wie bei den Fahrzeugaufbau- und Anbauteilen, wo die Baukastensysteme MQB und MPB seit Jahren für geringere Kosten sorgen. Mit der „E3“-Architektur und dem vw.os werden über den Lebenszyklus der Fahrzeuge Software-Aktualisierungen und -Upgrades der Systeme möglich.
Nicht zuletzt ist mit dem vw.os das Ziel von VW verbunden, die Software-Abhängigkeit von Zulieferern, die 2019 über 90 Prozent betrug, deutlich zu senken. Die Arbeit am vw.os findet in einer Geschäftseinheit namens Cariad – zusammengesetzt aus CAR I Am Digital – statt, in welcher der Konzern seine Software-Entwicklung bündelt.

## Architektur-Varianten
Nach dem Führungswechsel von Herbert Diess zu Oliver Blume im September 2022 wurde eine Strategie mit neuen Varianten für das Betriebssystem bekanntgegeben. Die Software für die Elektroautos auf Basis der MEB-Plattform (z. B. VW ID.3, VW ID.4, Skoda Enyaq, Cupra Born) wird als „E3 Architektur 1.1“ bezeichnet, für die auf Basis der PPE-Plattform (z. B. Porsche Macan EV, Audi E6, Audi Q6 e-tron) als „E3 Architektur 1.2“. Die angestrebte einheitliche Betriebssystem-Plattform „E3 Architektur 2.0“, das eigentliche vw.os von der eigenen Automotive-Software-Marke CARIAD für alle Autos des VW-Konzerns, wird nach derzeitigen Planungen erst Ende des Jahrzehnts einsatzbereit sein.

## Einführung

MEB Software E^{3} 1.1 Vers. 3.1, Infotainment Hauptmenü im Škoda Enyaq, 2023

Der ab November 2019 produzierte VW ID.3 auf Basis der mit ihm eingeführten MEB-Plattform war das erste Fahrzeug, das mit der „End-to-End-Elektronik-Architektur“ E3 1.1 ausgeliefert wurde. Auch bei den anderen MEB-Plattform-Fahrzeugen kommt sie zum Einsatz. Im Juni 2022 wurde für die Variante E3 1.1 bereits die Software-Version 3.1 bereitgestellt; für Bestandsfahrzeuge mit einem Over-the-Air-Update.

## Parallele Entwicklung bei anderen Automobilherstellern
Auch Daimler entwickelt ein eigenes Betriebssystem, dort Mercedes-Benz Operating System oder „MB.OS“ genannt. BMW fordert die Entwicklung eines gemeinsamen deutschen Betriebssystems für Fahrzeuge, um eine Zersplitterung des Zuliefermarktes zu verhindern.